# Русский Экспресс
«Русский Экспресс» — многопрофильный туроператор, один из крупнейших в России. Основан в 1996 году.
Головной офис компании расположен в Москве. Офисы «Русского Экспресса» находятся в Санкт-Петербурге и Екатеринбурге.

## Деятельность
По структуре компания «Русский Экспресс» представляет холдинг. 
На сегодняшний день в холдинг «Русский Экспресс» входят следующие компании:
OOО «Клуб РУССКИЙ ЭКСПРЕСС» (Москва), ООО «РУССКИЙ ЭКСПРЕСС» (Москва), ООО «Русский экспресс — Авиа» (Москва), ООО «Русский Экспресс. Северо-Запад» (Санкт-Петербург), ООО «Русский Экспресс — Урал» (Екатеринбург), ООО «Русский Экспресс – Сочи», ООО «Мегаполюс турс», ООО «Онлайн-Экспресс»
Холдинг имеет обширную и разветвлённую географию, охватывая ключевые города Российской Федерации.
Офисы «Русского Экспресса» находятся в Москве (головной офис), Санкт-Петербурге и Екатеринбурге.
Представительство компании расположены в Сочи.
Уполномоченные агентства, осуществляющие поддержку туристического продукта компании в регионах, находятся в Москве, Архангельске, Волгограде, Владивостоке, Владимире, Иркутске, Ижевске, Казани, Краснодаре, Коломне, Курске, Мурманске, Набережных Челнах, Нижнем Новгороде, Новосибирске, Омске, Пензе, Перми, Рязани, Ростове-на-Дону, Самаре, Сургуте,  Сочи, Саратове, Ставрополе, Туле, Тюмени, Уфе, Хабаровске, Череповце, Электростали.
«Русский Экспресс» входит в число лидирующих отечественных туроператоров по отправке российских туристов за рубеж.
В линейке предложений компании представлен широчайший спектр туров более чем в 75 стран мира: все страны Европы, страны СНГ, США и Канада, Острова Индийского океана, Ближний Восток, страны Карибского бассейна и Латинской Америки, Юго-Восточная Азия, Африка, ЮАР и другие. С полным спектром стран можно ознакомиться в разделе «Направления». Туроператор предлагает пакетные туры по блочным направлениям с гарантированной перевозкой, индивидуальные туры любой сложности, гарантированные квоты в отелях России, Абхазии, Грузии, Белоруссии, авиабилеты на регулярных и чартерных рейсах, бронирование отдельных туристических услуг по всему миру (отели, апартаменты, аренда авто, экскурсии, трансферы, страховки).  
Сотрудничество с крупнейшими GDS-системами и международными операторами, такими как Gulliver, Travco, Kuoni, Hotelbeds и другими, предоставляет возможность бронирования отелей и туристических услуг практически в любой точке земного шара.
«Русский Экспресс» с 2002 г. является членом IATA (№ 92-2217).
По результатам профессиональных рейтингов российской туристической прессы «Русский Экспресс» входит в число лидеров агентских предпочтений по таким массовым направлениям выездного туризма, как Франция, Германия, Объединённые Арабские Эмираты, Тунис, Греция, Израиль, Иордания, страны Восточной Европы и горнолыжные туры.

## Награды и достижения
2000 год — Всероссийская премия «Путеводная звезда» Комитета по туризму правительства Москвы в номинации «За стабильность и высокое качество работы туристической фирмы».
2001 год — Всероссийская премия в области туризма «Хрустальный глобус» Департамента туризма Министерства экономического развития и торговли Российской Федерации в номинации «За вклад в развитие российского туризма».
2005 год — «Русский Экспресс» становится членом IATA (Международная Ассоциация Воздушного Транспорта).
2005 год — награда от Департамента туризма и коммерческого маркетинга Правительства Шарджи.
2006 год — награды от представительства Департамента туризма и коммерческого маркетинга Правительства Дубая.
2006 год — лауреат премии Top Producers Awards 2006.
2008 год — награда за «Лучшее партнёрство в туризме» от министра по туризму Арабской Республики Египет.
Декабрь 2008 года — «Русский Экспресс» получает дополнительные гарантии на финансовое обеспечение туроператорской деятельности на сумму 100 млн рублей. Компания становится первым российским туроператором, получившим финансовую гарантию на такую сумму.
27 сентября 2010 года — Всероссийская премия «Путеводная звезда» Комитета по туризму правительства Москвы в номинации «За надёжность и стабильность».
8 ноября 2010 года — вручение престижной награды World Travel Market Global Award на 31-й международной туристической выставке World Travel Market в Лондоне.
2011/ 2012 гг. — премия Ю. Сенкевича (номинация «Лучший оператор в области выездного туризма»
2012/ 2013 гг. — награждение Kerzner International Top Produce
2012 год — Starwood Million Dollar Award
2013 год — вручение премии Travel Russian Awards
2013 год — совместно с ICS Travel Group компания приобретает крупную сеть турагентств «1001 тур».